# Brian Behlendorf

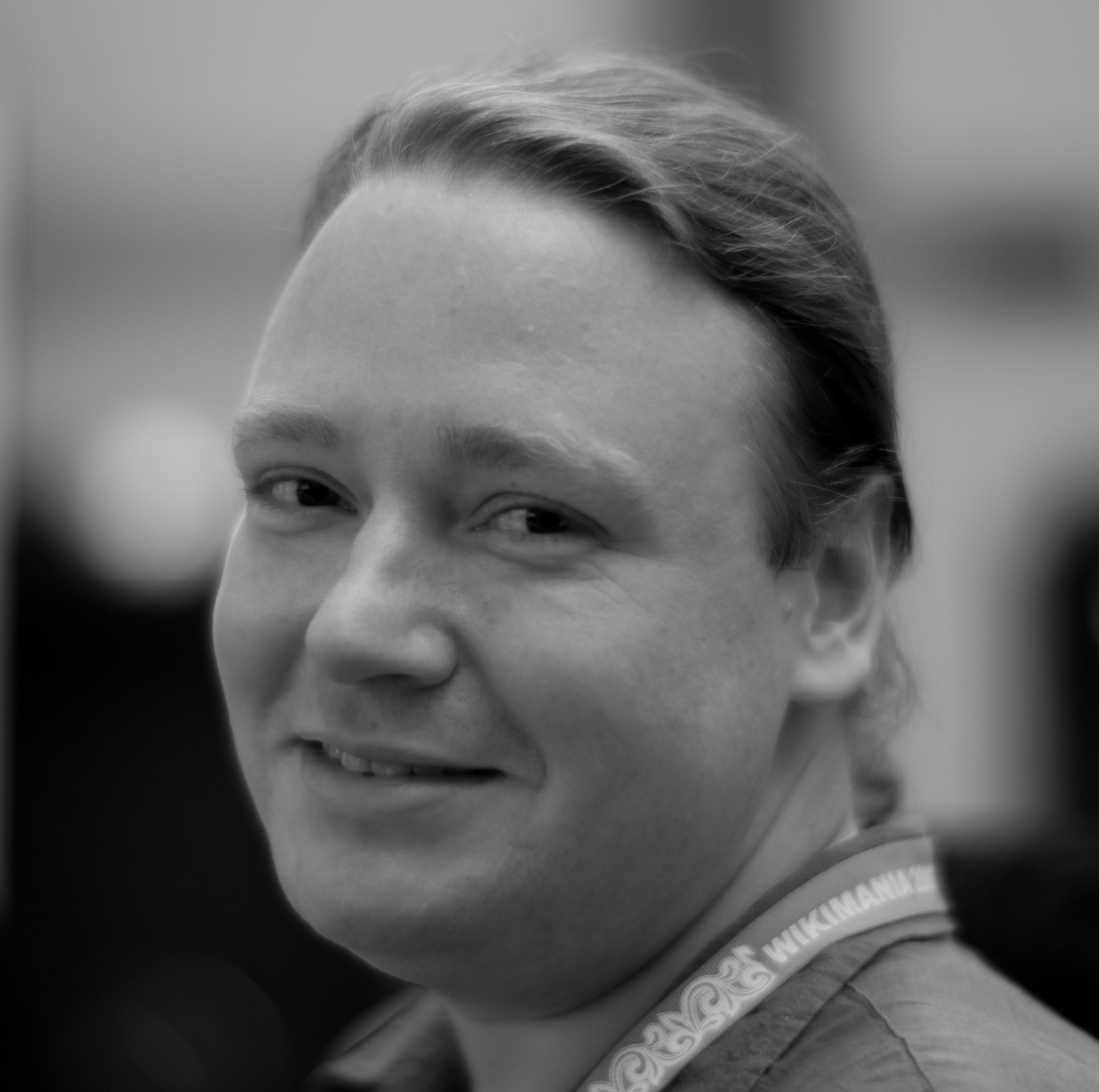
Brian Behlendorf bei der Wikimania 2007

Brian Behlendorf (* 30. März 1973) ist einer der ursprünglichen Entwickler des Apache Webservers, des am häufigsten im Internet eingesetzten Webservers. Weiterhin war er Gründungsmitglied der Apache Group, die später die Apache Software Foundation wurde. Behlendorf war drei Jahre lang Präsident dieser Organisation und ist immer noch Vorstandsmitglied.

## Biographie
Behlendorf wuchs im südlichen Kalifornien in der Nähe des Jet Propulsion Laboratory der NASA auf und interessierte sich für die Entwicklung des Internets in dessen frühem Stadium, während er in den frühen 1990er Jahren in Berkeley studierte. 1993 gründete Behlendorf zusammen mit Jonathan Nelson die Firma Organic Inc., welche sich als erste mit der Erstellung von kommerziellen Webseiten beschäftigte. Während sie 1994 die erste gewinnorientierte Webpräsenz für die Firma HotWired entwickelten, bemerkten sie, dass man mit dem damals am häufigsten benutzten Web-Server NCSA httpd (welcher vom NCSA an der University of Illinois at Urbana-Champaign entwickelt wurde) eine Benutzer-Anmeldung, wie sie vom Auftraggeber angefordert war, nicht realisieren konnte. Aus diesem Grund patchte Behlendorf den Webserver für das HotWired-Projekt, d. h., er änderte den Quelltext.
Aber Behlendorf war nicht der einzige, der sich zu dieser Zeit mit dem patchen des NCSA-Quelltextes beschäftigte, und so richtete er zusammen mit Cliff Skolnick eine Mailingliste ein, um die Arbeiten der unterschiedlichen Programmierer zu koordinieren. Ende Februar 1995 wurde die Apache Group von acht der ursprünglichen Entwickler gegründet. Während sie locker zusammenarbeiteten, schrieben sie den gesamten Quelltext neu, und dabei kam der erste Apache HTTP Server heraus. 1999 wurde aus der Apache Group die Apache Software Foundation.
Anschließend war er CTO bei der Firma CollabNet, welche er 1999 zusammen mit O’Reilly & Associates gründete.
Behlendorf leitet heute das Hyperledger-Projekt der Linux Foundation.
Außerdem ist er Vorstandsmitglied der Mozilla Foundation.